# Peter Menke-Glückert
Peter Menke-Glückert (* 27. März 1929 in Karlsruhe; † 7. September 2016) war ein deutscher Ministerialbeamter, Politiker (FDP) und Publizist.

## Leben
Peter Menke-Glückert war der Sohn von Hilde Menker-Glückert, geborene Kluge, und des Historikers, Ministerialbeamten und Politikers Emil Menke-Glückert. Er studierte nach dem Besuch des Gymnasiums Geschichte, Psychologie, Jura und Volkswirtschaft in Leipzig, Berlin, Göttingen und Berkeley. 1950 legte er das Erste und 1955 das Zweite Juristische Staatsexamen ab.
Menke-Glückert war seit 1955 Referent der westdeutschen Rektorenkonferenz, seit 1960 Verwaltungsbeamter an der Universität Tübingen, von 1963 bis 1867 Referent für Forschungsplanung im Bonner Bundesministerium für wissenschaftliche Forschung, seit 1964 Leiter des Referats, und seit 1966 Leiter der Hauptabteilung Wissenschafts-Ressourcen der OECD in Paris. Von 1970 bis 1975 war er als Ministerialdirektor Leiter der Abteilung Umweltangelegenheiten im Bundesinnenministerium unter den Ministern Hans-Dietrich Genscher und Werner Maihofer und hatte so großen Anteil an der Etablierung der Umweltpolitik in der Bundesrepublik. 1975/76 wurde er Leiter der Abteilung Sport und Medienpolitik, seit 1977 leitete er die Abteilung Zivile Verteidigung, bevor er 1978 unter Gerhart Baum erneut die Abteilung Umweltangelegenheiten übernahm. Innenminister Friedrich Zimmermann (CSU) entließ ihn bei seinem Amtsantritt 1982. In Bonn wirkte er zudem als Leiter des IP-Instituts für Politik-Prognose.
Menke-Glückert war Vorsitzender des Bundesfachausschusses für Umwelt der FDP. Zudem spielte er eine entscheidende Rolle für die Gründung der Arbeitsgemeinschaft für Friedens- und Konfliktforschung 1968 und war 1969/70 deren geschäftsführender Vorsitzender. Menke-Glückert gehörte ferner zur Gründergeneration der bundesdeutschen und internationalen Zukunftsforschung: Er war 1967 Gründungsmitglied der Gesellschaft für Zukunftsfragen, deren Vorsitz er ab 1975 übernahm, und wirkte ab 1973 für mehrere Jahre als Generalsekretär der World Futures Studies Federation. Von 1965 bis 1983 war er Mitherausgeber der Zeitschrift „liberal“, in deren Redaktionsbeirat er anschließend bis 1991 saß. Er war von 1964 bis 1985 Mitglied im Vorstand der Friedrich-Naumann-Stiftung, gehörte vorher 1963/64 und dann ab 1985 für weitere 29 Jahre deren Kuratorium an, davon von 1985 bis 2009 als stellvertretender Vorsitzender. Sein weiteres Engagement bei dieser Stiftung bezog sich auf deren Programmausschuss (1991–2014) und den Beirat (1964–1985). Bis zu seinem Tod war er Mitglied des Kuratoriums der Wolf-Erich-Kellner-Gedächtnisstiftung, die den Wolf-Erich-Kellner-Preis verleiht. Er war auch Mitglied des Vorstands und des Beirats der VDI-Kommission Reinhaltung der Luft.

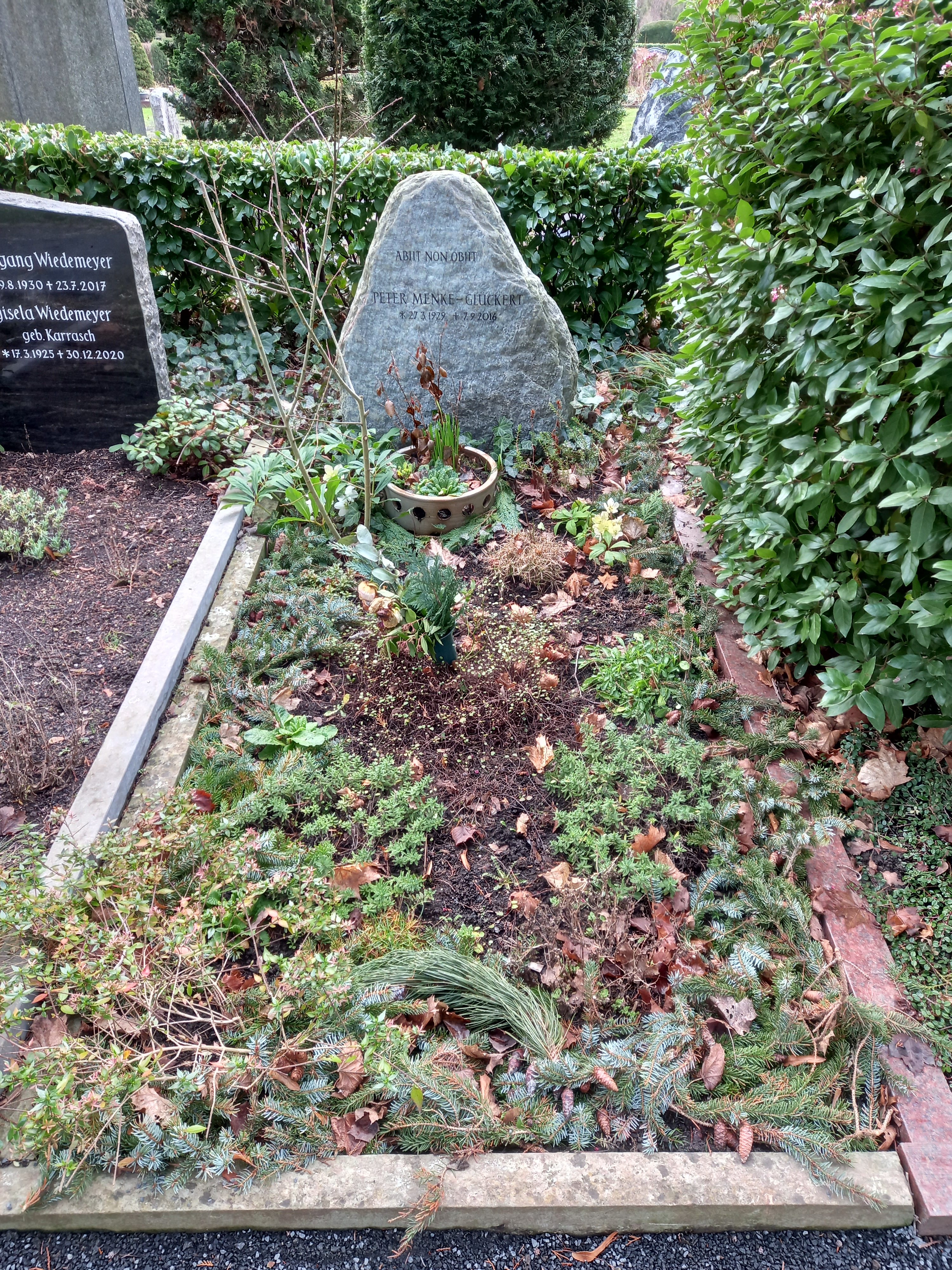
Grab von Peter Menke-Glückert auf dem Zentralfriedhof Bad Godesberg in Bonn

Menke-Glückert war evangelisch und seit 1955 mit der Journalistin Wanda Menke-Glückert, geborene von Laskowski (1926–2023), verheiratet. Aus der Ehe ging der Sohn Peter-Christian hervor. Peter Menke-Glückert starb 2016 und wurde in Bonn beigesetzt.

## Wirken
Menke-Glückert setzte sich für die Information, Förderung und Stärkung von Bürgerinitiativen ein. Er kritisierte die Bürokratisierung der Verwaltungen sowie seine Beamtenkollegen als „Bürofaschisten“. Er stieß die Umweltthematik in den Freiburger Thesen (1971) an und prägte 1970 den Satz „Das Vietnam-Erlebnis der Bourgeoisie ist das Umweltproblem“. Als Geschäftsführer der Bonner Arbeitsgemeinschaft Verpackung und Umwelt mahnte Menke-Glückert 1989: „Die beste Verpackung erzeugt erst gar keinen Müll.“ Er kritisierte 1995 das Duale System als untauglich. („Das Duale System zur Erfassung von Verpackungsabfällen mit dem Grünen Punkt ist ein untauglicher Notbehelf von Handel und Industrie, drohenden Auflagen des Umweltministers zu entgehen und sich Innovationen zu ersparen.“) Er übte 1995 Kritik an der Medienorientiertheit von Greenpeace: „Statt die wesentlichen Prioritäten einer modernen Umweltpolitik zu erkennen, läuft ununterbrochen ein grünes Geräuschband ab.“ Klaus Kinkel würdigte ihn zum 80. Geburtstag als „Umweltaktivisten der ersten Stunde“ und „lautstarken Vorkämpfer der Entbürokratisierung“.
Menke-Glückert stiftete als langjähriger Präses des Verbandes Liberaler Akademiker den Arno-Esch-Preis.
Unterlagen über seine Tätigkeit für die FDP und die Friedrich-Naumann-Stiftung befinden sich im Archiv des Liberalismus der Friedrich-Naumann-Stiftung für die Freiheit in Gummersbach.

## Veröffentlichungen (Auswahl)
- Friedensstrategien. Wissenschaftliche Techniken beeinflussen die Politik. Rowohlt, Reinbek bei Hamburg 1969. DNB 457571160.
- Bürgeranwälte. Beamte von morgen. Deutsche Verlags-Anstalt, Stuttgart 1975, ISBN 978-3-421-02652-1.
- Der Medienmarkt im Umbruch. Ein aktueller Leitfaden. Metzner, Frankfurt am Main 1978, ISBN 978-3-7875-1113-6.
- Kommentar zur Großfeuerungsanlagenverordnung. Instrumentarium der Luftreinhaltepolitik. Werner, Düsseldorf 1985, ISBN 978-3-8041-2672-5.
- mit Agnes Bünemann: Der neue Kreislauf in der Wirtschaft. Praxishilfen zum Kreislaufwirtschafts- und Abfallgesetz. Economica, Bonn 1997, ISBN 978-3-87081-216-4.